# Pomabamba (provincie)
Pomabamba is een provincie in de regio Ancash in Peru. De provincie heeft een oppervlakte van 914 km² en telt 29.375 inwoners (2015). De hoofdplaats van de provincie is de stad Pomabamba.

## Bestuurlijke indeling

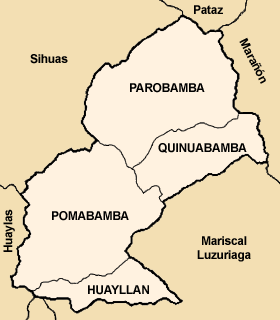
Kaart van de districten van de provincie Pomabamba

De provincie is verdeeld in vier districten, UBIGEO tussen haakjes:
- (021602) Huayllan
- (021603) Parobamba
- (021601) Pomabamba
- (021604) Quinuabamba

Aija · Antonio Raimondi · Asunción · Bolognesi · Carhuaz · Carlos Fermín · Casma · Corongo · Huaraz · Huari · Huarmey · Huaylas · Mariscal Luzuriaga · Ocros · Pallasca · Pomabamba · Recuay · Santa · Sihuas · Yungay